# イドリス・デビ
イドリス・デビ（アラビア語: إدريس ديبي, フランス語: Idriss Déby, 1952年6月18日 - 2021年4月20日）は、チャドの政治家。同国の大統領（国家元首としては7代目）、愛国救済運動党首を務めた。

## 経歴
1952年、フランス領赤道アフリカのファダ生まれ。
スーダン亡命中にリビアなどから支援を受け反政府勢力「愛国救済運動」（MPS）を結成。
1990年9月2日、首都のンジャメナを制圧して暫定大統領に就任した（正式就任は12月4日）。
1996年、2001年の大統領選で再選し、本来であればデビの任期はこの時点で当時の憲法で禁止されている3期目に相当するはずだったが、1996年3月31日に憲法が成立しているため、1990年の当選は1期目とカウントされないとの見解を採用。2004年5月には憲法改正により大統領の再選規定を撤廃し、2006年、2011年、そして2016年と当選を重ね、2018年4月には再び憲法を改正し任期を6年としたほか、3選禁止を再導入した。一連の再選制限をめぐる動きは事実上、現職大統領の任期を継続させるためのものと見做されている。
デビの政治手法は、圧政国家とされるベラルーシのルカシェンコ大統領や、ベネズエラのチャベス元大統領と同種であり、それゆえに欧米を筆頭に各国はデビのことを独裁者と見なしている。一方で、チャドでは反政府勢力との内戦が続いており、2008年2月2日には反政府勢力が首都のンジャメナを一時制圧するなどした。
2020年、死刑を廃止した。
2021年4月11日の大統領選挙は野党がボイコットする中で行われ、デビの6選が確実視されていた。19日に大方の予想通り当選が発表されたが翌日の4月20日、チャド北部における反政府勢力との戦闘に携わる国軍部隊を前線で視察中に負傷し死亡した。68歳没。デビに代わり、その息子であるマハマトが率いる暫定軍事評議会が18カ月間、政権を担うこととなった。